# Regionalwahl in Kampanien 1970
Die Regionalwahl in Kampanien 1970 fand am 7. und 8. Juni statt.

## Wahlergebnis
| Listen            | Listen                                           | Stimmen   | %    | Mandate |
| ----------------- | ------------------------------------------------ | --------- | ---- | ------- |
|                   | Democrazia Cristiana                             | 1.001.340 | 39,6 | 25      |
|                   | Partito Comunista Italiano                       | 551.599   | 21,8 | 13      |
|                   | Partito Socialista Italiano                      | 276.225   | 10,9 | 7       |
|                   | Movimento Sociale Italiano                       | 222.918   | 8,8  | 5       |
|                   | Partito Socialista Unitario                      | 177.874   | 7,0  | 4       |
|                   | Partito Liberale Italiano                        | 89.825    | 3,6  | 2       |
|                   | Partito Repubblicano Italiano                    | 77.513    | 3,1  | 2       |
|                   | Partito Socialista Italiano di Unità Proletaria  | 64.098    | 2,5  | 1       |
|                   | Partito Democratico Italiano di Unità Monarchica | 58.993    | 2,3  | 1       |
|                   | Partito Autonomo Pensionati d’Italia             | 6.385     | 0,3  | –       |
| Gesamt            | Gesamt                                           | 2.526.770 | 100  | 60      |
|                   |                                                  |           |      |         |
| Ungültige Stimmen | Ungültige Stimmen                                | 162.419   | 6,0  |         |
| Wähler            | Wähler                                           | 2.689.189 | 86,8 |         |
| Wahlberechtigte   | Wahlberechtigte                                  | 3.097.578 |      |         |